# Mass Effect
Mass Effect è un videogioco action RPG del 2007, sviluppato da BioWare e pubblicato da Microsoft Games Studios per Xbox 360 e Microsoft Windows. Nel dicembre del 2012 è uscita anche una versione per PlayStation 3, pubblicata da Electronic Arts come parte della Mass Effect Trilogy.
Il gioco si svolge nell'anno 2183 d.C., con il giocatore che assume il ruolo di un soldato umano di élite, il comandante Shepard, che esplora la galassia su una nave stellare, la Normandy.
A gennaio 2010 è stato pubblicato il primo seguito del gioco, Mass Effect 2, mentre Mass Effect 3, capitolo conclusivo della trilogia riguardante Shepard, è uscito il 9 marzo 2012.

## Trama
Il gioco non ha una trama lineare, pertanto la cronologia degli eventi narrati può variare a seconda delle scelte del giocatore.
2183: gli esseri umani sono in grado di viaggiare nella Via Lattea grazie ad una tecnologia aliena scoperta per caso durante l'esplorazione di Marte. Scoprono il portale galattico di Caronte ed entrano in contatto con numerose specie aliene, fondano colonie su mondi lontani e lottano per ritagliarsi un posto importante nello scacchiere interstellare, il cui fulcro politico è un'enorme stazione spaziale nota come Cittadella. Sulla Cittadella si riunisce il Consiglio, un governo i cui componenti provengono dalle tre razze politicamente e militarmente più rilevanti (asari, salarian e turian): alle altre specie degne di essere consultate, tra cui gli umani, è riservata un'ambasciata.
La nave spaziale Normandy, comandata dal capitano David Anderson e dal suo secondo in comando, il comandante Shepard, è incaricata di recuperare una sonda prothean trovata su Eden Prime, una colonia umana: un ritrovamento potenzialmente rivoluzionario, dato che i prothean sono la razza aliena estinta i cui manufatti trovati su Marte, anni prima, hanno permesso all'umanità di lasciare il sistema solare. Per assistere la razza umana durante l'importante missione il Consiglio della Cittadella invia Nihlus, uno Spettro (contrazione di Specialista tattica e ricognizione) turian. La missione è ben presto compromessa dal fatto che il pianeta si trova sotto attacco da parte di una razza di creature artificiali note come geth, alla cui guida c'è un'enorme e misteriosa nave aliena. Shepard viene mandato sul pianeta con il tenente Kaidan Alenko e il caporale Jenkins, mentre Nihlus entra in azione per contro proprio; Jenkins viene ucciso immediatamente dopo lo sbarco e Nihlus incontra lo stesso fato, poco dopo, per mano di un altro Spettro turian, Saren, che apparentemente guida l'assalto dei geth. Su Eden Prime Shepard e Kaidan incontrano l'artigliere capo Ashley Williams, con l'aiuto della quale riescono a impedire la distruzione totale della colonia. Prima di essere recuperato dalla Normandy, però, Shepard riesce a raggiungere la sonda, che improvvisamente si attiva e proietta una visione nella sua mente: la visione, piuttosto confusa, riguarda la distruzione di alcuni organici da parte di un esercito di macchine simili ai geth.
Dopo il risveglio di Shepard nell'infermeria della nave, la Normandy si dirige sulla Cittadella e, grazie alla mediazione dell'ambasciatore umano Udina, Anderson e Shepard riescono ad ottenere un'udienza in Consiglio: l'obiettivo è dimostrare il tradimento di Saren perché sia privato del suo status privilegiato di Spettro; ma l'Alleanza non ha prove sufficienti a supporto della loro tesi, e anche durante un'indagine dell'SSC (il servizio di sicurezza della Cittadella) non emergono particolari rilevanti. L'agente turian dell'SSC Garrus Vakarian è però in grado di indirizzare Shepard da una quarian, Tali'Zorah nar Rayya, che grazie ad alcune informazioni in suo possesso potrebbe dimostrare la colpevolezza di Saren. Rintracciata e interrogata, la quarian rivela di aver ottenuto dal nucleo di memoria di un geth la registrazione di una conversazione tra Saren e la Matriarca Benezia riguardante la vittoria dei Geth su Eden Prime; nella registrazione, inoltre, si fa riferimento anche ad un Condotto che sarebbe la chiave per il ritorno di una leggendaria specie di macchine intelligenti chiamate Razziatori, ritenuti i responsabili dell'estinzione dei prothean. In una nuova udienza il Consiglio non può che revocare lo status di Spettro a Saren e, inoltre, nomina Shepard tra gli Spettri, primo umano in assoluto. Il capitano Anderson cede quindi il comando della Normandy a Shepard, che insieme a Kaidan, Ashley, Garrus, Tali e (opzionalmente) il mercenario krogan Urdnot Wrex parte alla ricerca dell'ex-Spettro e di indizi sui Razziatori o sul Condotto.
Sul pianeta Therum, Shepard riesce a rintracciare l'archeologa asari Liara T'Soni, figlia della Matriarca Benezia che, pur non avendo informazioni sulle azioni di sua madre, per i suoi poteri biotici e per la sua profonda conoscenza dei prothean viene reclutata in squadra. Sulla colonia umana Feros riesce a trovare il Thorian, un'arcaica creatura vegetale gigante in possesso di informazioni su Saren, da cui ottiene il Cifratore, che gli permette di comprendere meglio le visioni della sonda recuperata su Eden Prime. Sul pianeta Noveria trova la Matriarca Benezia e scopre una potente arma in possesso di Saren: la possibilità di controllare la mente altrui attraverso la Sovereign, la nave da guerra che ha guidato l'attacco ad Eden Prime. Apprende, inoltre, che Benezia ha estorto dalla regina dei rachni, una specie aliena estinta ma riportata in vita su Noveria, la posizione del portale galattico Mu, da cui è possibile raggiungere il pianeta su cui è situato il Condotto.
Su Virmire, infine, pianeta dal quale un'unità di infiltrazione Salarian ha inviato una richiesta di soccorso, si scopre che Saren sta cercando una cura per la genofagia dei krogan (un'alterazione genetica che inibisce quasi completamente la procreazione) e che ha intenzione di servirsene per creare un esercito di invincibili guerrieri di questa specie da affiancare ai suoi alleati geth; quando Wrex (se presente nella squadra) viene a sapere della cura è in disaccordo con la decisione di distruggere la base, e Shepard può alternativamente convincerlo oppure ucciderlo. L'assalto alla base di ricerca consta nell'azione della squadra di Shepard e di due squadre salarian, utilizzate come diversivo, guidate dal capitano Kirrahe e da uno tra Kaidan e Ashley.
Shepard, una volta entrato nella base, trova un'altra sonda prothean che trasferisce ulteriori informazioni nella sua mente, e ha l'opportunità di comunicare con la nave di Saren, che si rivela essere essa stessa un Razziatore. La Sovereign rivela quindi al comandante la storia dei Razziatori: questi rimangono inerti al di fuori della galassia, aspettando per millenni che la vita organica si sviluppi, scopra i portali galattici e la Cittadella (costruiti da loro) e si espanda nella galassia sui binari da loro prefissati. Una volta che le civiltà organiche hanno raggiunto un certo livello di evoluzione, i Razziatori entrano in azione e annientano qualsiasi forma di vita avanzata: l'estinzione dei prothean ha quindi fatto parte di un ciclo galattico iniziato milioni di anni prima. La Sovereign chiude la comunicazione e invia dei rinforzi geth alla base, comandati da Saren. Saren, trovandosi faccia a faccia con Shepard, rivela le sue intenzioni: salvare tutte le forme di vita organiche instaurando un'alleanza con i Razziatori. Sottomissione in cambio di salvezza. Dopo un veloce quanto inconcludente combattimento con Saren, Shepard si trova a dover fuggire da Virmire per l'inarrestabile avanzata dei geth. Non avendo il tempo di salvare sia le squadre di infiltrazione guidate da Kirrahe sia i soldati che ha lasciato ad armare e proteggere la bomba nucleare con cui distruggere la base, il comandante è costretto ad abbandonare uno tra Ashley e Kaidan.
Al suo ritorno sulla Normandy il comandante, grazie alle nuove informazioni ottenute dalla sonda e alla competenza in materia di prothean di Liara T'Soni, riesce a localizzare il Condotto su un pianeta periferico di nome Ilos, raggiungibile attraverso il portale Mu; ma ancora una volta il Consiglio non gli crede, sottovaluta il pericolo rappresentato da Saren e, con la complicità di Udina, costringe l'eroe a restare sulla Cittadella, temendo che una sua azione nei Sistemi Terminus (citazione di Terminus, pianeta dalla serie di romanzi di Isaac Asimov Ciclo della Fondazione), ove è collocato il portale Mu, possa scatenare un conflitto galattico. Shepard, con l'appoggio del solo capitano Anderson (oltre a quello della propria squadra), riesce comunque a partire alla volta di Ilos e, giunto sul luogo, esplorando le rovine di quella che un tempo era una città prothean trova una IV (intelligenza virtuale, un ologramma che funge da interfaccia con un vasto database) chiamata Vigil che gli rivela importanti informazioni sulla Cittadella: questa in realtà non è altro che un enorme portale galattico utilizzato dai Razziatori, all'inizio dei loro periodici attacchi, per colpire il cuore delle civiltà organiche; ma alcuni superstiti prothean, dopo l'ultimo attacco dei Razziatori, sono riusciti a costruire un portale per la Cittadella (il Condotto) e a sabotare il meccanismo che i Razziatori impiegavano per bypassare da remoto le difese della stazione e aprire il loro portale. Saren intende utilizzare il Condotto per aprire manualmente il portale della Cittadella e avviare un nuovo ciclo di estinzione galattica.
Attraversato il Condotto con il veicolo corazzato Mako, Shepard raggiunge Saren, lo sconfigge e, grazie ad un file di dati fornito da Vigil, assume egli stesso il controllo della Cittadella, nel frattempo attaccata dalla Sovereign e dalla flotta geth. La Sovereign, quando si rende conto che Saren ha fallito, lo rianima attraverso i suoi impianti cibernetici e lo trasforma in un organismo sintetico controllato direttamente dal Razziatore. Shepard sconfigge la nuova minaccia, le difese della Sovereign crollano e il Razziatore viene distrutto dalla flotta umana, giunta in soccorso.

### Finali alternativi
All'arrivo della flotta umana Shepard riceve una richiesta di soccorso da parte di una nave che ha a bordo il Consiglio, a questo punto si presentano due scelte che daranno luogo a due diversi finali.
- Shepard può ordinare alla flotta di salvare il consiglio mentre la Cittadella si apre e poi dirigersi verso la Sovereign. In questo caso durante il salvataggio la flotta subirà pesanti perdite ma il Consiglio sarà salvo. Le azioni degli umani vengono quindi ricompensate con un posto nel Consiglio, che sarà occupato dall'ambasciatore Udina o dal capitano Anderson a scelta del giocatore.
- Shepard può ordinare alla flotta di tenersi indietro finché la Cittadella non è aperta. In questo caso le perdite fra gli umani saranno minori ma i membri del Consiglio moriranno. Senza più il consiglio, l'umanità decide quindi di diventare leader della galassia.

L'esatto finale visualizzato dipende anche dalle scelte compiute precedentemente dal giocatore, in particolare dal suo status di "eroe" o "rinnegato".
In Mass Effect 2, importando il personaggio utilizzato in Mass Effect, gli eventi e le conversazioni rifletteranno le scelte effettuate dal giocatore. Se nessun personaggio viene importato, sarà utilizzato di default il finale in cui il Consiglio muore come punto di partenza della nuova trama.

## Modalità di gioco

Una schermata di gioco

### Classi
Il gioco include 6 diverse classi di personaggi: ogni classe ha dei talenti che la contraddistinguono, ed ogni talento può essere potenziato spendendo i punti esperienza guadagnati combattendo i nemici. Potenziando i talenti a disposizione dall'inizio, oltre ad ottenere vari benefici in combattimento, come riduzioni del danno subito oppure incrementi di quello provocato, si sbloccano nuovi talenti o nuove abilità (ad esempio, migliorando il talento con il fucile d'assalto si sblocca l'abilità Carneficina, che riduce sensibilmente il surriscaldamento dell'arma). Fascino e Intimidazione sono poi talenti speciali: potenziarli non sbloccherà nuovi tipi di attacco, ma nuove opzioni di dialogo carismatiche (fascino) o intimidatorie (intimidazione).
Le 6 classi disponibili alla creazione del proprio personaggio si suddividono in 3 principali e 3 secondarie. Le classi principali sono:
- Soldato - Addestrato all'utilizzo di ogni tipo di arma da fuoco, il soldato è tenace e resistente, e può far fronte a un ampio numero di situazioni. La sua è l'unica classe a disporre delle corazze pesanti. Può utilizzare abilità come Scarica d'adrenalina, Immunità, Strage, Carneficina, Assassinio e Cecchino.
- Adepto - Addestrato all'utilizzo delle sole pistole, è un biotico in grado di fronteggiare un gran numero di nemici senza sparare un solo colpo. Il potere Singolarità è una prerogativa della sua classe, e grazie a questo può stanare gli avversari nascosti dietro qualsiasi riparo. Utilizza poteri come Singolarità, Stasi, Deformazione, Sollevamento, Lancio e Barriera.
- Ingegnere - Armato di pistola, è uno specialista della tecnologia dotato di diverse abilità particolari: con l'abilità Hacking, ad esempio, può violare l'IA dei nemici sintetici per indurli ad attaccare temporaneamente i loro alleati. Utilizza abilità come Sovraccarico, Sabotaggio, Shock Neurale, Smorzamento, Violazione.

Le classi secondarie, ottenute dalla combinazione di due classi principali, sono invece:
- Incursore - Specialista sia militare che tecnico, ha talenti e abilità a metà tra un Soldato e un Ingegnere: è letale da qualunque distanza, e può utilizzare pistole e fucili di precisione.
- Sentinella - Specialista biotico e tecnico, è piuttosto versatile e in grado di supportare la sua squadra in qualunque situazione. Può utilizzare esclusivamente pistole.
- Ricognitore - Specialista biotico e militare, possiede uno stile di combattimento rischioso ma efficace, in base al quale stordisce i nemici con i poteri biotici per poi avvicinarsi per finirli con armi a corto raggio. Può usare pistole e fucili a pompa.

In ogni caso, il completamento di una missione sulla Luna permette di accedere ad un'ulteriore classe di specializzazione (dipendente dalla classe primaria che si è scelta) potenziabile in vari livelli.

### Dialoghi
I dialoghi sono basati sul sistema di scelta multipla: insieme ai sottotitoli viene visualizzato un menu circolare suddiviso in 6 sezioni uguali, e ad ogni sezione è abbinata una risposta. Il menù è organizzato in modo tale che ad ogni zona del cerchio corrisponda un'inclinazione del personaggio: generalmente, le risposte a sinistra portano a un dialogo più lungo (ricco di approfondimenti sull'argomento trattato), mentre quelle a destra cercano di concludere il prima possibile la discussione; allo stesso modo, le risposte in alto sono tendenzialmente gentili, mentre quelle più in basso sono più aggressive. In questo modo i giocatori, una volta abituati al sistema, possono rispondere appropriatamente e con rapidità anche senza leggere tutte le opzioni, se lo desiderano. Ma i dialoghi restano comunque una parte fondamentale di Mass Effect: le interazioni tra il protagonista e tutti i personaggi secondari del gioco, infatti, sono fortemente influenzate dalle decisioni prese dal giocatore durante le precedenti conversazioni, ciascuna delle quali ha assegnato all'utente dei punti da eroe o da rinnegato, in base alle risposte selezionate.

### Combattimento
Il sistema di combattimento è un incrocio tra un RPG e uno sparatutto in terza persona: lo scontro avviene in tempo reale, ma il giocatore può "congelarlo" in qualsiasi momento per selezionare un'arma, un'abilità o dare ordini alla squadra; contro i nemici è infatti possibile utilizzare, oltre alle armi da fuoco (e ai relativi potenziamenti), abilità tecnologiche (per violare il loro equipaggiamento tecnologico) e poteri biotici (per indebolirli, disarmarli o scagliarli a terra). Le abilità e i poteri disponibili ad un certo istante del combattimento dipendono, oltre che dalla quantità di punti spesi in precedenza per potenziarli, dall'utilizzo a cui sono stati soggetti negli istanti immediatamente precedenti della battaglia: dopo essere stato utilizzato, infatti, ogni potere necessita di qualche secondo per ricaricarsi prima di essere nuovamente disponibile al giocatore.

### Equipaggiamento
L'equipaggiamento standard di un soldato comprende 4 tipi di armi da fuoco (pistole, fucili d'assalto, fucili a pompa e fucili di precisione) e un certo numero di granate, oltre a vari potenziamenti per le armi e per la corazza. La classe assegnata a Shepard e ai suoi uomini può essere addestrata o meno all'utilizzo di determinati tipi di armi: utilizzando un'arma per la quale non si è stati addestrati, i danni inflitti e la precisione di tiro saranno minori del normale. Simile discorso si applica alle corazze: è possibile equipaggiare solo le armature per la quale si è stati addestrati a seconda della propria classe e della propria razza.
Aumentando di livello è possibile sbloccare la possibilità di utilizzare altri tipi di arma o corazze di livello superiore, anche se permane la limitazione all'uso dell'armatura data dalla razza del personaggio. Un esempio: Liara, di razza Asari e quindi fisicamente simile agli umani, può indossare le corazze destinate agli umani mentre Wrex, di razza Krogan e molto più grosso di un uomo comune, ne è impossibilitato.
Le munizioni sono infinite e le armi non necessitano di essere ricaricate, ma l'uso continuato sviluppa una notevole quantità di calore: se l'arma si surriscalda eccessivamente, diventa inutilizzabile per un certo lasso di tempo ed è necessario attendere che si raffreddi. Il problema del surriscaldamento può essere ridotto grazie a determinate mod per le armi o, temporaneamente, grazie a determinate abilità dei personaggi.

### Mezzi di trasporto
Dato che il gioco è ambientato nello spazio, la maggior parte dei lunghi spostamenti avviene di pianeta in pianeta: la SSV Normandy SR-1, nave spaziale del protagonista, è quindi il mezzo di trasporto principale utilizzato in Mass Effect. La destinazione desiderata è selezionata dal giocatore, missione dopo missione, da una mappa olografica della Via Lattea, e viene raggiunta in poco tempo grazie al passaggio in alcuni portali galattici. Tuttavia spesso, per esplorare pianeti pericolosi o privi di attracchi per la Normandy, Shepard e la sua squadra di sbarco (selezionata di volta in volta a partire dall'equipaggio precedentemente arruolato) sfrutteranno anche l'M35 Mako, un corazzato a sei ruote dotato di una mitragliatrice e di un cannone ad accelerazione di massa.

## Personaggi
- Comandante Shepard - Protagonista del gioco, il suo nome di battesimo, il suo aspetto fisico (compreso il sesso), la sua storia personale e la sua specializzazione militare sono personalizzabili dal giocatore all'inizio del gioco. Ha 29 anni e di default si chiama John, o Jane nella versione femminile.
- Capitano Anderson - Primo comandante della Normandy, si fa da parte dopo che Shepard è nominato Spettro: successivamente, può essere trovato sulla Cittadella nella stanza dell'ambasciatore Udina. Alla fine del gioco può essere proposto come rappresentante umano nel Consiglio.
- Jeff "Joker" Moreau - Pilota della Normandy, soffre della Sindrome di Vrolik che lo costringe a restare per la maggior parte del tempo seduto al suo posto. Brillante e sarcastico, nella lotta contro i Geth la sua abilità sarà determinante in molte occasioni.
- Richard L. Jenkins - Il Caporale Richard L. Jenkins è un marine dell'Alleanza sotto il comando del Capitano Anderson e membro dell'equipaggio della SSV Normandy.Jenkins viene assegnato alla squadra di Shepard durante una missione su Eden Prime. Viene ucciso dai droni geth poco dopo lo sbarco della squadra sul pianeta.
- Nihlus Kryik - di razza Turian, Nihlus Kryik è uno degli agenti Spettro più decorati della Cittadella, inizialmente inviato in missione su Eden Prime insieme al comandante Shepard e ai suoi uomini Kaidan e Jenkins. Viene ucciso a tradimento da Saren quando questi, dopo essersi finto suo amico, gli spara un colpo alla nuca.

### Compagni di squadra
Prima di ogni missione, il giocatore deve selezionare 2 membri dell'equipaggio che, insieme a Shepard, faranno parte della squadra di sbarco:
- Liara T'Soni - Asari, in Mass Effect ha 106 anni: è appena un'adulta per gli standard della sua specie. Ha una grande passione per l'archeologia, in particolare per i manufatti Prothean, e il suo sogno è sempre stato scoprire come la loro civiltà sia finita: la squadra di Shepard la raggiunge proprio mentre è impegnata, sul pianeta Therom, nello studio di alcune antiche rovine. Come scienziata Asari, pur essendo incapace di sviluppare abilità militari o tecnologiche ha buoni poteri biotici, ma l'interesse nei suoi confronti è dovuto, inizialmente, soprattutto al fatto che la ragazza è figlia della Matriarca Benezia, una potente biotica che si ritiene si sia alleata con Saren. Il suo volto è stato modellato secondo le sembianze dell'attrice Jillian Murray.
- Ashley Williams - Soldato dell'Alleanza dall'età di 18 anni, Ashley discende da una famiglia con una lunga tradizione militare ed è molto abile con le armi da fuoco. Sale sulla Normandy a 25 anni in seguito alla morte del caporale Jenkins durante la missione su Eden Prime e, a seconda delle decisioni del giocatore, può morire nella missione sul pianeta Virmire oppure essere salvata dal protagonista.
- Kaidan Alenko - Sentinella con poteri biotici e abilità tecnologiche, è sulla Normandy fin dall'inizio del gioco, quando ha 32 anni. Ha una relazione difficile con i suoi poteri biotici a causa del suo impianto di amplificazione L2, che in passato ha causato gravi effetti collaterali alla salute di altri utilizzatori, ma fortunatamente sembra non soffrire più di qualche emicrania. A seconda delle decisioni del giocatore, può morire nella missione sul pianeta Virmire in alternativa ad Ashley Williams.
- Garrus Vakarian - Turian con abilità militari e tecnologiche, inizialmente è membro del Servizio di Sicurezza della Cittadella (SSC): quando Shepard accusa Saren di tradimento, è lui ad occuparsi delle indagini. Stanco della soffocante burocrazia della Cittadella, ben presto sceglierà, però, di unirsi all'equipaggio della Normandy nella lotta contro i Razziatori.
- Urdnot Wrex - Mercenario Krogan, è dotato di abilità militari e biotiche. Le sue spiccate abilità nella lotta gli hanno consentito di diventare uno dei leader della sua tribù in giovane età, ma ha dovuto abbandonare questo ruolo per divergenze ideologiche con il padre Jarrod, Signore della Guerra reduce delle rivolte Krogan. Sul pianeta Virmire verrà colto da dubbi sul suo ruolo in squadra quando saprà che Saren conosce una cura per la genofagia: toccherà al giocatore risolvere il suo dilemma morale o causarne la morte.
- Tali'Zorah nar Rayya - Quarian di 24 anni, arrivata sulla Cittadella per pellegrinaggio (rito per diventare adulti nella società Quarian). Per poter comprare una nave da inserire nella flotta migrante e finire il rito del pellegrinaggio vuole vendere delle informazioni che incriminerebbero Saren sul complotto geth agli agenti dell'Ombra. Venuto a conoscenza di ciò, Shepard la cerca e le salva la vita e porta le informazioni dell'aliena al consiglio della Cittadella.

### Relazioni
A seconda del sesso selezionato dal giocatore, il protagonista può avere una relazione con Ashley Williams (Shepard maschio) o con Kaidan Alenko (Shepard femmina); Liara T'soni è disponibile in entrambi i casi dato che le Asari, pur avendo sembianze femminili, sono una specie monosessuale.

### Specie aliene
In Mass Effect, oltre a quella umana, sono presenti cinque specie organiche fondamentali: Asari, Salarian, Turian, Krogan e Quarian (dei quali in questo primo capitolo della serie si incontra un solo esponente, Tali). I sintetici sono invece di due tipi: Geth e Razziatori.

#### Asari
Quella delle Asari è considerata la prima razza organica (dopo i Prothean) ad aver scoperto i portali galattici e la Cittadella, ed è per questo stimata e rispettata.
Conosciute per la loro eleganza, le loro capacità diplomatiche e biotiche, le Asari sono tutte di un unico sesso (all'apparenza femminile): possono vivere in media per un migliaio di anni, e riprodursi con partner di qualsiasi sesso o specie. Questo le porta, pur essendo prudenti e conservatrici, a mantenere un atteggiamento abbastanza accogliente verso le altre razze: in seguito all'arrivo dei Salarian sulla Cittadella, infatti, sono state proprio loro a fondare il Consiglio.

#### Salarian
Seconda specie ad arrivare sulla Cittadella, i Salarian sono anfibi a sangue caldo nativi del pianeta Sur'Kesh. La loro caratteristica fondamentale è il loro metabolismo, rapidissimo rispetto a quello di altre specie: i Salarian pensano velocemente, parlano velocemente e si muovono velocemente; tuttavia questo gli consente di vivere molto poco, raramente più di 40 anni terrestri. I loro punti di forza sono invece la grande capacità di osservazione ed il pensiero laterale, che gli consentono di essere buoni scienziati o, all'occorrenza, buone spie.

#### Turian
Terza specie ad unirsi al Consiglio, i Turian, originari del pianeta Palaven, sono molto apprezzati per le loro capacità militari e strategiche. Da quando hanno guadagnato l'ingresso nel Consiglio fermando le rivolte dei Krogan grazie alla genofagia (un'arma biologica sviluppata in collaborazione con gli scienziati Salarian) contribuiscono infatti a difendere la stazione, ogniqualvolta sia necessario, mettendo in campo uomini e mezzi, e sono stati i primi ad avanzare la proposta di creare un servizio di sicurezza capace di rispondere prontamente a tutte le emergenze (il Servizio di Sicurezza della Cittadella, o SSC).

#### Krogan
Nativi del pianeta Tuchanka, un pianeta conosciuto per i suoi ambienti estremi, i Krogan sono sempre stati costretti a combattere per conquistare i pochi territori capaci di sostenere la vita. Scoperti dai Salarian, sono poi stati impiegati per molto tempo come soldati di fanteria di altri eserciti, ma ben presto la loro esplosione demografica diventò una seria minaccia per le specie dello spazio della Cittadella: in seguito alle rivolte dei Krogan si decise quindi di arrestare questa crescita repentina utilizzando la genofagia, un'arma biologica capace di ridurre drasticamente la fertilità delle femmine Krogan. Da allora, i Krogan sono diventati notevolmente più individualisti, e solitamente lavorano come mercenari lontano dal loro pianeta natale.

#### Quarian
I Quarian sono una specie di alieni umanoidi conosciuti per le loro abilità tecnologiche che li hanno portati, circa 300 anni prima gli eventi di Mass Effect, a creare i Geth. Ma quando questi hanno iniziato a diventare autocoscienti, i Quarian, spaventati dalle possibili conseguenze, hanno deciso di distruggerli: questo ha provocato una guerra che ha costretto i Quarian, sconfitti, a fuggire dal loro pianeta natale Rannoch e dalle loro colonie. Da allora i Quarian sono costretti a vagare nello spazio, a bordo della cosiddetta Flotta Migrante, in cerca di risorse da utilizzare e tecnologia da riciclare. Il loro debole sistema immunitario li costringe a muoversi in pubblico indossando una tuta ad isolamento ambientale, con il risultato che sono molto pochi i membri di altre specie a conoscere il loro aspetto naturale.

#### Geth
I Geth sono robot bipedi ideati dai Quarian come manodopera per alcuni lavori e soldati di fanteria per l'esercito. In breve tempo hanno però iniziato ad acquisire l'autocoscienza: questo ha condotto ad una guerra che, vinta dai Geth, ha costretto i Quarian a fuggire nello spazio. Il successo dei Geth è dovuto in larga parte all'efficienza della loro rete neurale, che gli consente di condividere la loro potenza di calcolo con altre unità: un solo Geth ha un'intelligenza basilare, paragonabile all'istinto degli animali, ma in gruppo i Geth possono ragionare, analizzare situazioni e sviluppare tattiche.

#### Razziatori
I Razziatori sono avanzatissime macchine senzienti che, come si scoprirà nel corso del gioco, distruggono periodicamente (ogni 50000 anni circa) le civiltà organiche abbastanza avanzate da formare una comunità interstellare, allo scopo di mantenere l'ordine nella galassia imponendo la propria logica e guidando l'evoluzione delle civiltà più giovani su binari prefissati. Si presentano sotto forma di enormi navi spaziali, e la loro arma più importante è la capacità di indottrinare gli organici, inducendoli ad agire secondo il proprio punto di vista ma facengogli credere, allo stesso tempo, di riuscire a mantenere il completo controllo delle loro azioni; l'indottrinamento è però un'arma a doppio taglio: maggiore è l'effetto, minori sono le capacità mentali residue nell'individuo.

#### Hanar
Gli Hanar sono una delle poche specie non bipedi dello spazio della Cittadella: hanno l'aspetto simile a quello di una medusa terrestre e sono noti anche per il loro caratteristico modo di comunicare, dal tono eccessivamente cortese, preciso e scrupoloso: per esempio, in pubblico sono soliti indicare sé stessi usando la terza persona, usando espressioni come "il Sottoscritto". Kahje, il loro pianeta natale, è ricchissimo di rovine appartenenti all'antica razza dei Prothean, che loro chiamano Illuminati e venerano quasi come divinità.

#### Elcor
Gli Elcor sono una specie senziente della Cittadella originaria del pianeta Dekuuna, dalla potentissima forza di gravità, cosa che ha portato loro a sviluppare i quattro possenti arti su cui camminano. Non comunicano solo con le parole, ma anche tramite odori, ultrasuoni e impercettibili movimenti: consapevoli del fatto che un simile modo di comunicare può portare a spiacevoli malintesi con altre specie, gli Elcor specificano sempre in maniera molto chiara il loro stato d'animo all'interlocutore.

#### Volus
I Volus, originari del pianeta Irune, sono la prima specie non del Consiglio ad aver aperto un'Ambasciata nella Cittadella. Il loro talento per l'economia ha aiutato le specie dominanti ad uniformare il sistema di valute interstellare. La loro è una società di tipo tribale, poco avvezza alla violenza, in cui i leader conducono baratti di terre, risorse e perfino individui per accrescere il loro stato sociale. Biologicamente, sono forme di vita basate sulle reazioni biochimiche dell'ammoniaca e un'atmosfera a base di azoto/ossigeno è per loro letale: per questo devono circolare indossando sempre delle tute pressurizzate dotate di respiratore.

#### Batarian
La specie dei Batarian è introdotta nel gioco con il primo contenuto scaricabile Impatto Imminente (Bring Down The Sky). Sono una specie umanoide a quattro occhi nativi del pianeta Khar'shan, di dubbia reputazione, che ha scelto di isolarsi dal resto della galassia. Nel 2160 circa, gli umani cominciarono a colonizzare il Confine di Skyllian, una regione già attivamente occupata dai batarian. I batarian chiesero al Consiglio della Cittadella di intervenire e dichiarare il Confine una "zona di interesse batarian". Quando il Consiglio rifiutò, i batarian chiusero la loro ambasciata sulla Cittadella e troncarono le relazioni economiche e diplomatiche, diventando una specie ribelle.

## Doppiaggio
| Personaggio                            | Doppiatore inglese       | Doppiatore italiano  |
| -------------------------------------- | ------------------------ | -------------------- |
| Shepard (uomo)                         | Mark Meer                | Claudio Moneta       |
| Shepard (donna)                        | Jennifer Hale            | Cinzia Massironi     |
| Saren Arterius                         | Fred Tatasciore          | Massimiliano Lotti   |
| Kaidan Alenko                          | Raphael Sbarge           | Lorenzo Scattorin    |
| Ashley Williams                        | Kimberly Brooks          | Jenny De Cesarei     |
| Garrus Vakarian                        | Brandon Keener           | Renato Novara        |
| Urdnot Wrex                            | Steven Barr              | Dario Oppido         |
| Tali'Zorah Nar Rayya                   | Ash Sroka                | Emanuela Damasio     |
| Liara T'Soni                           | Ali Hillis               | Francesca Perilli    |
| Jeff 'Joker' Moreau                    | Seth Green               | Roger Mantovani      |
| David Anderson                         | Keith David              | Marco Balbi          |
| Donnel Udina                           | Bill Ratner              | Enrico Bertorelli    |
| Steven Hackett                         | Lance Henriksen          | Marco Pagani         |
| Matriarca Benezia                      | Marina Sirtis            | Silvana Fantini      |
| Laiel Sparatus, Consigliere Turian     | Alastair Duncan          | Gabriele Calindri    |
| Messana Tevos, Consigliera Asari       | Jan Alexandra Smith      | Angiolina Gobbi      |
| Bensin Valern, Consigliere Salarian    | Armin Shimerman          | Diego Sabre          |
| Sovereign                              | Peter Jessop             | Diego Sabre          |
| Vigil                                  | David Shaughnessy        | Aldo Stella          |
| Altri personaggi                       |                          |                      |
| Addetto ai rifornimenti della Normandy | Chris Postle             | Gabriele Calindri    |
| Addetto ai rifornimenti dell'SSC       | Peter Jessop             | Massimo Di Benedetto |
| Amm. Kahoku                            | Brian George             | Raffaele Fallica     |
| Amm. Tadius Ahern                      | Charles Dennis           | Oliviero Corbetta    |
| Avina                                  | Dannah Feinglass Phirman | Benedetta Ponticelli |
| Balak                                  | Fred Tatasciore          | Francesco Cataldo    |
| Barla Von                              | John Wright              | Raffaele Fallica     |
| Bel Anoleis                            | Roger L. Jackson         | Silvio Pandolfi      |
| Calyn                                  | David Ley                | Luca Sandri          |
| Capitano Kirrahe                       | George Szilagyi          | Diego Sabre          |
| Caporale Toombs                        | Chris Postle             | Luca Sandri          |
| Charles Pressly                        | Dwight Schultz           | Dario Dossena        |
| Charles Saracino                       | Gary Anthony Williams    | Raffaele Fallica     |
| Chellick                               | Gideon Emery             | Matteo Zanotti       |
| Codex                                  | Neil Ross                | Marco Balzarotti     |
| Cole                                   | Chris Edgerly            | Pino Pirovano        |
| Comandante Rentola                     | S. Scott Bullock         | Claudio Ridolfo      |
| Conrad Verner                          | Jeff Page                | Ruggero Andreozzi    |
| Contr. Mikhailovich                    | Charles Dennis           | Marco Balzarotti     |
| David Al Talaqani                      | Josh Dean                | Matteo Zanotti       |
| Delan                                  | Mark Meer                | Claudio Moneta       |
| Din Korlack                            | Lex Lang                 | Marco Balzarotti     |
| Doran                                  | Gord Marriott            | Francesco Orlando    |
| Dott. Chakwas                          | Carolyn Seymour          | Stefania Patruno     |
| Dott. Chloe Michel                     | Jan Alexandra Smith      | Silvana Fantini      |
| Dott. Palon                            | Steve Staley             | Marco Pagani         |
| Dott. Warren                           | Diane Michelle           | Donatella Fanfani    |
| Dott. Zev Cohen                        | Dwight Schultz           | Riccardo Rovatti     |
| Eddie Lang                             | Steve Staley             | Paolo De Santis      |
| Emily Wong                             | Anndi McAfee             | Francesca Perilli    |
| Ethan Jeong                            | Rick Zieff               | Diego Sabre          |
| Expat                                  | John Wright              | Marco Pagani         |
| Fai Dan                                | Armin Shimerman          | Gigi Rosa            |
| Finch                                  | Chris Postle             | Massimo Di Benedetto |
| Garoth                                 | George Szilagyi          | Marco Balbi          |
| Gavin Hossle                           | John Wright              | Pino Pirovano        |
| Gianna Parasini                        | Wendy Braun              | Simona Biasetti      |
| Greg Adams                             | Roger L. Jackson         | Claudio Ridolfo      |
| Han Olar                               | Gord Marriott            | Riccardo Rovatti     |
| Hannah Shepard                         | Jane Singer              | Silvana Fantini      |
| Harkin                                 | Roger L. Jackson         | Pietro Ubaldi        |
| Jahleed                                | Chris Postle             | Luca Sandri          |
| Jenna                                  | Ash Sroka                | Monica Bonetto       |
| Juliana Baynham                        | Mari Weiss               | Lorella De Luca      |
| Kate Bowman                            | Audrey Wasilewski        | Lorella De Luca      |
| Khalisah Bint al-Jilani                | April Banigan            | Renata Bertolas      |
| Lilihierax                             | Keith Szarabajka         | Marco Balzarotti     |
| Lizbeth Baynham                        | Erin Matthews            | Monica Bonetto       |
| Lorik Qui'in                           | Peter Jessop             | Gabriele Calindri    |
| Maeko Matsuo                           | Kim Mai Guest            | Daniela Fava         |
| Maggiore Kyle                          | Peter Jessop             | Raffaele Fallica     |
| Manuel                                 | Chris Postle             | Matteo Zanotti       |
| Martin Burns                           | Brian George             | Alessandro Zurla     |
| Matriarca Lidanya                      | Diane Michelle           | Renata Bertolas      |
| Mira                                   | Diane Michelle           | Elda Olivieri        |
| Morlan                                 | George Szilagyi          | Diego Sabre          |
| Nassana Dantius                        | Grey Griffin             | Silvana Fantini      |
| Nelyna                                 | April Stewart            | Simona Biasetti      |
| Nihlus Kryik                           | Alastair Duncan          | Francesco Orlando    |
| Ochren                                 | George Szilagyi          | Francesco Mei        |
| Opold                                  | Mark Meer                | Claudio Moneta       |
| Petozi                                 | David Ley                | Marco Pagani         |
| Powell                                 | Chris Edgerly            | Marco Balbi          |
| Predicatore Hanar                      | Mark Meer                | Claudio Moneta       |
| Richard L. Jenkins                     | Josh Dean                | Renato Novara        |
| Rita                                   | Dannah Feinglass Phirman | Emanuela Damasio     |
| Samesh Bhatia                          | Brian George             | Raffaele Fallica     |
| Saphyria                               | Vanessa Marshall         | Renata Bertolas      |
| Schells                                | Josh Dean                | Claudio Ridolfo      |
| Septimus Oraka                         | Fred Tatasciore          | Alberto Olivero      |
| Sha'ira, la Consorte Asari             | Gwendoline Yeo           | Daniela Fava         |
| Shiala                                 | Gwendoline Yeo           | Elisabetta Cesone    |
| Simon Atwell                           | Brian Bloom              | Riccardo Peroni      |
| Soldato Fredricks                      | Cam Clarke               | Matteo Zanotti       |
| Talitha                                | sconosciuto              | Lorella De Luca      |
| Tenente Durand                         | Grey Griffin             | Simona Biasetti      |
| Tenente Girard                         | Dave Wittenberg          | Matteo Zanotti       |
| Tenente Zabaleta                       | Townsend Coleman         | Luca Sandri          |
| Venari Pallin                          | Keith Szarabajka         | Francesco Orlando    |
| Vidinos                                | sconosciuto              | Federico Zanandrea   |
| Xeltan                                 | Kim McCaw                | Diego Sabre          |
| Yaroslev Tartakovsky                   | Lex Lang                 | Gabriele Calindri    |

Personaggi Minori: Andrea De Nisco, Leonardo Gajo, Gianni Gaude, Stefania Patruno, Gianni Quillico, Lorenzo Scattorin, Patrizia Scianca, Paolo Sesana, Aldo Stella

## Sviluppo
Annunciato da BioWare il 4 ottobre 2005, Mass Effect è inizialmente pensato per uscire solo su Xbox 360. Viene portato su piattaforma PC Windows, dai Demiurge Studios, solo il 28 maggio 2008, dopo esser stato adattato a tastiera/mouse e dopo aver subito qualche modifica in seguito ad alcune critiche che erano state mosse alla versione console. Inizialmente, la versione PC del gioco si avvale della contestatissima protezione SecuROM, che permette di installare il gioco soltanto tre volte demandando le successive a una richiesta al supporto tecnico; ma successivamente questa protezione viene disattivata tramite una patch direttamente da BioWare: in seguito alle modifiche, è richiesta soltanto un'autenticazione online a seguito di ogni installazione.
Da dicembre 2012, mese di pubblicazione di Mass Effect Trilogy per PlayStation 3, è poi disponibile anche un ulteriore porting per la console Sony, acquistabile insieme alla trilogia oppure, singolarmente, dal PlayStation Network (in cui è disponibile anche il DLC Bring Down The Sky).

### Censura
Il videogioco presenta delle sequenze violente, ma queste sono state giudicate in modo molto diverso dalle autorità di valutazione delle varie nazioni: nel Regno Unito, per esempio, il videogioco è classificato PEGI 12+, mentre nel resto d'Europa è classificato PEGI 18+.
A Istanbul ne è stata vietata la vendita dato che il gioco contiene una scena di sesso, ritenuta gratuita rispetto alla trama del gioco, che, a seconda delle scelte del giocatore, può avvenire tra due umani o tra un alieno e un umano. Per di più, per via delle fattezze femminili della razza Asari, nel caso in cui il giocatore scegliesse all'inizio un personaggio donna la trama e le scelte di gioco non verrebbero comunque modificate. Questo ha scatenato ulteriori polemiche nella valutazione del gioco nonostante, di fatto, la razza Asari di femminile abbia soltanto le fattezze, essendo composta da individui di un unico sesso, e questo venga spiegato più volte nel corso della trama.

## Serie
Oltre agli altri due capitoli della serie finora pubblicati (che hanno completato la trilogia che vede Shepard come protagonista) BioWare ha pubblicato dei contenuti online (DLC), non necessari per comprendere la trama principale, per completare l'arco narrativo tra ciascun gioco:
- il primo contenuto scaricabile, Bring Down The Sky, è stato pubblicato il 10 marzo 2008.
- il secondo contenuto scaricabile, Pinnacle Station, è stato pubblicato il 25 agosto 2009.

Il seguito del gioco, Mass Effect 2, è stato invece pubblicato il 26 gennaio 2010, ed è ambientato due anni dopo gli eventi narrati in Mass Effect; è possibile importare i salvataggi del gioco originale per influenzare eventi e trama del secondo gioco.
Il terzo (e conclusivo) capitolo della trilogia, Mass Effect 3 è infine stato pubblicato, in Europa, il 9 marzo 2012; la storia parte da dove si era interrotta con il DLC di Mass Effect 2 - L'Avvento, ed anche in questo caso è possibile l'importazione dei salvataggi dei capitoli precedenti.
A partire dal 6 novembre 2012 i tre giochi sono acquistabili anche insieme, nel cofanetto Mass Effect Trilogy.